# Rudolf Lange
Dr. Rudolf Lange (18. april 1910 – 23. februar 1945) var en tysk jurist og nazi-embedsmand. Han havde rang af Standartenführer (oberst) ved sin død.
Lange studerede jura og opnåede en doktorgrad i 1936. Han blev mellem 1933 og 1937 medlem af NSDAP, Gestapo og SS. Han virkede siden som stedfortræder for chefen af Berlins politi samt gjorde tjeneste hos Gestapo i Wien.

## Anden verdenskrig
Lange havde en overordnet funktion i SD og SIPO i Riga, Letland under anden verdenskrig i 1941, hvor han gjorde tjeneste som stabschef med rang af Sturmbannführer (major) i SS-Einsatzgruppe A.
Lange var hovedansvarlig for implementering og udryddelsen af Letlands jødiske befolkning. Gruppen dræbte over 250.000 på mindre end et halvt år.
I januar 1942 deltog Lange i Wannseekonferencen.

## Dødsårsag
Der er uklarhed om Lange faldt i aktion eller begik selvmord.

## Dekorationer
- Deutsches Kreuz i guld – Lange var en af de få SS-officerer, som modtog denne orden.